# Bruno Filippo Lapadula
Bruno Filippo Lapadula (Roma, 20 giugno 1949) è un architetto, urbanista e ambientalista italiano.
Dal 1977 ha approfondito le metodologie di Valutazione di impatto ambientale - con l'obiettivo di tutelare l'ambiente e dare alla pianificazione urbana e regionale delle solide basi scientifiche - ed è stato tra i primi, in Italia, a sperimentarne le applicazioni.

## Biografia
Bruno Filippo Lapadula, dopo la Maturità classica conseguita all'Istituto De Merode di Roma, si è laureato nel 1973 alla Sapienza in Architettura (110 e lode con dignità di pubblicazione) con una tesi sull'applicazione della Teoria dei sistemi e delle Matrici di valutazione alla Pianificazione territoriale. Ha fatto il servizio militare ed è stato congedato dalla Divisione Granatieri di Sardegna nel 1976 con l'idoneità a sergente. Dopo il 1981 è diventato il responsabile dello Studio Lapadula, aperto a Roma nel 1930 ed ha creato gli Archivi degli architetti Ernesto Lapadula (1902-1968) ed Attilio Lapadula (1917-1981) e della pittrice Bice Lazzari (1900-1981). Gli Archivi Lapadula di Roma sono stati dichiarati di rilevante interesse storico e i documenti, che vi sono custoditi, sono stati vincolati come Beni culturali dalla Soprintendenza archivistica per il Lazio il 2 dicembre 1992. Si tratta della documentazione relativa alle opere di Ernesto Lapadula, Attilio Lapadula, Bice Lazzari, Carlo Scarpa, Vincenzo Rinaldo e di molti altri architetti e artisti italiani del XX secolo.
Grazie alla collaborazione con Valerio Giacomini e Gabriele Scimemi, ha avuto un ruolo attivo nello sviluppo degli studi sull'Ambiente, già a partire dal 1977, e ha partecipato, come rappresentante dell'Italia, all'attività di ricerca e cooperazione in materia ambientale e urbana di numerose organizzazioni internazionali: European Union (EU)-Scientific and Technical Research Committee (CREST) e DG III; North Atlantic Treaty Organization (NATO)-Committee on the Challenges of Modern Society (CCMS); Organisation for Economic Co-operation and Development (OECD); United Nations Human Settlements Programme (UN-HABITAT); United Nations Development Programme (UNDP); United Nations Economic Commission for Europe (ECE); United Nations Educational, Scientific and Cultural Organization (UNESCO)-Man and the Biosphere Programme (MAB); United Nations Environment Programme (UNEP); United Nations Population Fund (UNFPA); World Tourism Organization (WTO).
Aveva iniziato la sua attività come progettista e urbanista nel 1973 con il padre Attilio Lapadula del quale è stato il principale collaboratore sino al 1981 e, dal 1982, si è specializzato nell'Analisi e Progettazione del Paesaggio e nello Studio dell'Ambiente. Nel 1987 ha sposato la costumista e scenografa Paola Bevicini e nel 1994 è nata la figlia Francesca. È stato tra i primi in Italia a occuparsi di Valutazione di impatto ambientale (VIA) ed ha redatto Studi di impatto ambientale (SIA), Valutazioni ambientali strategiche (VAS) e Valutazioni di incidenza (VI). Come consulente della società Stretto di Messina, si è occupato dell'impatto ambientale e paesaggistico del ponte e dei suoi collegamenti. È stato collaboratore tecnico della Commissione speciale valutazione d'impatto ambientale (CSVIA) del Ministero dell'Ambiente e della Tutela del Territorio e del Mare.
Ha collaborato ai corsi di Urbanistica e Geografia urbana della Sapienza - Università di Roma; ha insegnato Geografia urbana e regionale all'Università degli Studi di Cassino e del Lazio Meridionale, Analisi e Progettazione del Paesaggio all'Accademia di Belle Arti di Roma e Storia del Giardino e del Paesaggio alla Sapienza - Università di Roma; È responsabile scientifico dei corsi dell'Accademia Restauro Paesaggi e Giardini (ARPEG) dell'Istituto Regionale per le Ville Tuscolane (IRViT) e dell'Università di Roma Tor Vergata. È membro effettivo dell'Istituto Nazionale di Urbanistica (INU); esperto in pianificazione territoriale e urbanistica del Ministero delle Infrastrutture e dei Trasporti; socio fondatore dell'Associazione analisti ambientali (AAA); consigliere della Fondazione Aldo Della Rocca per gli studi di urbanistica; socio onorario di Italia Nostra onlus, consigliere della sezione Roma e delegato all'Associazione parchi e giardini d'Italia; ispettore archivistico onorario del Ministero per i Beni e le Attività Culturali.
È autore di numerose pubblicazioni, a carattere scientifico, su analisi e pianificazione del territorio e del paesaggio, analisi e pianificazione urbana, storia dell'urbanistica, dell'architettura e del giardino, analisi ambientale e progettazione ambientale.
È iscritto all'Associazione Nazionale Partigiani d'Italia (ANPI).

## Studio e Archivio Lapadula
L'archivio è stato per gli architetti Lapadula soprattutto uno studio. Quindi non è solo un deposito, dove oggi viene conservata una notevole mole di materiali d'interesse storico e di progetti, ma anche un luogo di vita e lavoro dove si sono accumulati libri e riviste, documenti originali e copie provenienti da altri archivi, fotografie e microfilm, attrezzi del mestiere e oggetti bizzarri, plastici di opere e bozzetti di quadri o sculture, insieme alle tracce di tanti personaggi che vi hanno lavorato o hanno solo frequentato questo luogo. Quella dei Lapadula è una famiglia di architetti, urbanisti e docenti universitari che, con i suoi vari imparentamenti, ha cominciato ad operare sin dalla seconda metà del XIX secolo e che ha saputo creare una rete di rapporti di lavoro e amicizia con tanti protagonisti della cultura del XX secolo. L'archivio e la biblioteca oggi sono aperti al pubblico e consultati da studiosi, professionisti e studenti provenienti da tutto il mondo.
(Giorgio Muratore, da Centro Studi Giorgio Muratore-Archiwatch.it, 2008)

## Riconoscimenti

### Onorificenze
Cavaliere dell'Ordine equestre del Santo Sepolcro di Gerusalemme (1999)

### Associazioni
Accademico residente dell'Accademia Tiberina (2000)
 Membro del Gruppo dei Romanisti (2023)

## Pubblicazioni
- B. F. Lapadula (a cura di), Informazioni di base: Situazione urbanistica mondiale e italiana, Bulzoni Editore, Roma 1978.
- B. F. Lapadula, Il ruolo della politica di programmazione nella disciplina e gestione del territorio e B. F. Lapadula, C. Lefebvre, G. Sersale, Il ruolo delle imprese pubbliche nella disciplina e gestione del territorio, in A. Ferrero (a cura di), Il ruolo delle regioni nella disciplina e gestione del territorio, Giuffrè Editore, Milano 1979.
- B. F. Lapadula, Regioni e pianificazione del territorio in Europa, Nuove Edizioni Operaie, Roma 1979.
- B. F. Lapadula, La localizzazione delle attività economiche e B. F. Lapadula, C. Bagnasco, Politiche e strumenti di tutela, Recupero e riuso per i centri urbani, in C. Bagnasco (a cura di), Urbanistica: processi di piano e modificazioni dell'ambiente, Bulzoni Editore, Roma 1979.
- B. F. Lapadula, Development problems and control in the metropolitan area of Rome in F. Joyce (edited by), Local government and environmental planning and control, Gower Publishing, Aldershot (GB) 1981.
- B. F. Lapadula, La valutazione d'impatto ambientale - Proposta di direttiva del Consiglio delle Comunità Europee, in L. Piccinato (a cura di), Prospettive della pianificazione urbanistica nell'Europa Comunitaria, Giuffrè Editore, Milano 1981.
- B. F. Lapadula, Le prospettive aperte dalle comunità europee: la valutazione d'impatto ambientale, in C. Bagnasco (a cura di), La partecipazione popolare alla gestione del territorio. Alcune esperienze italiane e straniere, Ciclinprop Editrice, Roma 1981.
- B. F. Lapadula, G. Della Rocca (a cura di), Rapporti tra agricoltura e urbanistica nello spazio peri-urbano, Cedam Editrice, Padova 1983.
- B. F. Lapadula, Le genius loci du nouveau champ de Mars, in Autori vari, Archeologie et projet urbain, De Luca Editore, Roma 1985.
- B. F. Lapadula, G. Della Rocca (a cura di), Processo di piano, riflessioni su alcune tecniche per la pianificazione ambientale e urbanistica, Cedam Editrice, Padova 1986.
- B. F. Lapadula, Valutazione degli aspetti soggettivi e oggettivi in ambiente urbano a elevata complessità, in G. Arena (a cura di), Ambiente urbano e qualità della vita, Rux Editrice, Perugia 1986.
- B. F. Lapadula, Alcune riflessioni tecniche sulla procedura di v.i.a., in Autori vari, Unità della giurisdizione e tutela dell'ambiente, Giuffrè Editore, Milano 1986.
- B. F. Lapadula, C. Bagnasco, R. Colantonio-Venturelli, M. Bonnes, Un contributo interdisciplinare alla analisi dell'ambiente, in Autori vari, Roma Parigi New York quale urbanistica per le metropoli?, Gangemi Editore, Roma 1986.
- B. F. Lapadula e F. Karrer, Rapporti tra valutazione di impatto ambientale e procedure tradizionali della pianificazione urbanistica, in P. Schmidt di Friedberg (a cura di), Gli indicatori ambientali, valori metri e strumenti nello studio dell'impatto ambientale, Angeli Editore, Milano 1986.
- B. F. Lapadula, P. Matteraglia, Ricerca su un sistema di analisi degli impatti applicabile nella situazione italiana, in G. Della Rocca, W. Prosperetti (a cura di), La valutazione dell'impatto ambientale (V.I.A.) dei progetti pubblici e privati, Giuffrè Editore, Milano 1992.
- B. F. Lapadula, Tourism and environment in a developing country, in Various Authors, Geography is discovery, 27th International Geographical Congress, National Geographic Society Publishing, Washington D. C. (USA) 1992.
- B. F. Lapadula, Studio d'impatto ambientale delle alternative di attraversamento stabile dello stretto di Messina e Analisi a posteriori dei progetti: un caso di studio, in E. Di Nallo (a cura di), Valutazione di impatto ambientale in Italia 1989-1994, Guerini Editore, Milano 1995.
- V. Belgiorno, B. F. Lapadula, L'impatto da rumore nelle aree rurali, in D. Viaggi, G. Zanni (a cura di), La valutazione d'impatto ambientale in Italia, organizzazione amministrativa, metodologie di valutazione e casi applicativi, Angeli Editore, Milano 1999.
- G. Della Rocca, B. F. Lapadula, Schedatura della produzione editoriale, in Autori vari, La Fondazione Della Rocca per la città del terzo millennio, Giannini Editore, Napoli 2000.
- B. F. Lapadula, Le valutazioni degli impatti ambientali e il rischio di incidente rilevante e L'informazione e la consultazione dei cittadini, in P. Colletta, R. Manzo, A. Spaziante (a cura di), Pianificazione del territorio e rischio tecnologico, Il Dm 9 maggio 2001, Celid Editrice, Torino 2002.
- B. F. Lapadula, Ambiente e infrastrutture di trasporto in L. D'Antone (a cura di), La rete possibile. I trasporti meridionali tra storia, progetti e polemiche, Donzelli Editore, Roma 2004.
- B. F. Lapadula, Impatto sull'ambiente urbano degli interventi, in P. Ferri, D. Fonti, M. Crescentini (a cura di), Io arte-noi città. Natura e cultura dello spazio urbano, Gangemi Editore, Roma 2006.
- B. F. Lapadula, Interazione tra i rischi naturali e tecnologici, in P. Colletta, R. Manzo (a cura di), Governo del territorio e rischio tecnologico, DM 9 maggio 2001, Esperienze di pianificazione e prospettive future, Alinea Editrice, Firenze 2008.
- B. F. Lapadula, Il Ponte sullo Stretto di Messina, in R. Strappini (a cura di), Tecniche e procedure della valutazione di impatto ambientale, Artefatto Editrice, Roma 2008.
- B. F. Lapadula, Giardini e Paesaggi nella Storia. Una Guida ragionata e bibliografica, Fondazione Aldo Della Rocca, Collana Ricerche e Documentazione n. 7, Pioda imaging Edizioni, Roma 2018.
- B. F. Lapadula, Postfazione, in M. Carta, Ville Tuscolane. Le Dimore dei Papi, Easylife Ed. per IRViT, Roma 2019.
- B. F. Lapadula, B. Pollio, Storia del giardino attraverso i giardini di Roma, in G. Della Rocca (a cura di), Giardini a Roma. Un nuovo modo per scoprire venti secoli di giardini romani, aracne Editrice, Roma 2022.
- B. F. Lapadula (a cura di), Ernesto Lapadula in America Latina, Ginevra Bentivoglio EditoriA, Roma 2023.
- B. F. Lapadula, Ernesto Lapadula, architetto e urbanista fra l'Italia e l'Argentina, in S. Ciranna, P. Montuori (a cura di), La migrazione italiana in Argentina. Professionisti, maestranze, storie, Edizioni Nuova Cultura, Roma, 2024.